# Compte d'estalvis

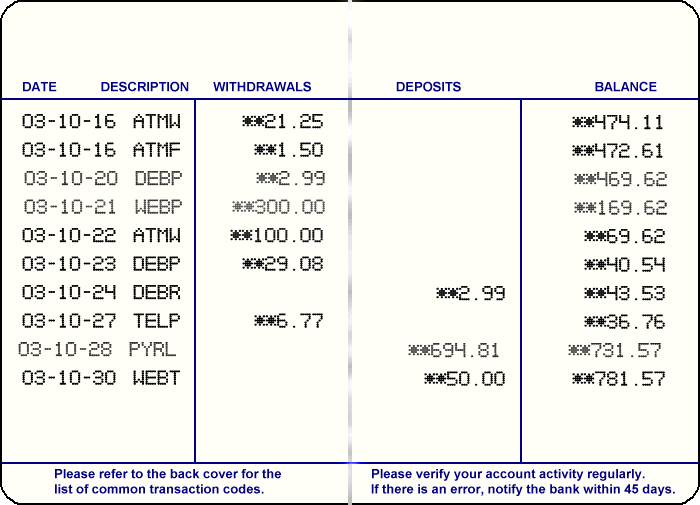
Llibreta d'estalvis.

Un compte d'estalvis, i tradicionalment llibreta d'estalvis, és un compte que obre un client en una institució financera en efectuar-hi un dipòsit de diner amb finalitat d'estalvi.

## Característiques
Com en el compte corrent, el compte d'estalvi és una modalitat de dipòsit a la vista, mitjançant el qual un client pot disposar dels fons en efectiu, a través de reintegraments o mitjançant ordres de càrrec en el compte.
Així i tot, el que el diferencia principalment d'un compte corrent, és el fet que el compte d'estalvi no pot presentar saldo deutor, encara que a la pràctica pot passar alguna vegada. Per això, aquells productes, o operacions de risc, que impliquin la possibilitat que es produeixi un saldo deutor es canalitzen sempre mitjançant un compte corrent, no d'estalvi.
El compte d'estalvi va néixer inicialment com una modalitat de dipòsit destinada a recollir els excedents de les classes socials més modestes. No obstant això, cada vegada el seu ús es va estendre més a tots els estaments socials i empresarials, els quals disposen així d'un instrument que els permet obtenir més rendibilitat als fons que no precisen per a les seves necessitats operatives, sense perdre la immediata disponibilitat.

### Interessos
La liquidació d'interessos en aquest tipus de compte es realitza automàticament al final de cada any natural o al final de cada trimestre, d'acord amb els desitjos i característiques del client. Els interessos se solen abonar en el mateix compte amb data de l'últim dia feiner del període, sent aquesta data la valoració aplicada a la cotització. En cas de cancel·lació del compte, s'efectua una liquidació d'interessos anticipada, corresponent a les operacions realitzades en compte des de l'inici de l'any fins a la data de cancel·lació.